# 2011년 영화
다음은 2011년 영화에 대한 정보이다. 2011년에 개봉하는 영화나, 2011년에 행해지는 영화 행사도 함께 기입한다.

## 행사
- 68회 골든글로브상
- 31회 골든라즈베리상
- 83회 아카데미상

## 영화
- 쿵푸 팬더2 (Kung Pu Panda 2)
- 캡틴 아메리카:더 퍼스트 어벤저(Captain America:The First Avenger)
- 토르:천둥의 신 (Thor 2011)
- 레드 라이딩 후드 (Red Riding Hood)
- 월드 인베이젼:배틀 로스엔젤레스 (World Invasion:Battle LA)
- 석커 펀치 (Sucker Punch)
- 픽사 카 2 (Pixar Cars 2)
- 그린호넷 (The Green Hornet)
- 그린랜턴 (Green Lantern 2011)
- 랭고 (Rango)
- 괴물 2
- 바니버디 (Hop 2011)
- 아이 엠 넘버 포 (I Am Number Four)
- 캐리비안의 해적4:낯선조류 (Pirates of the Caribbean 4:On Stranger Tides)
- 트랜스포머 3:다크 오브 더 문 (Transformers 3:The Dark of the Moon)
- 해리포터와 죽음의 성물 2부 (Harry Potter and the Deathly Hallows Part 2)
- 만추
- 의뢰인